# 테이블야자

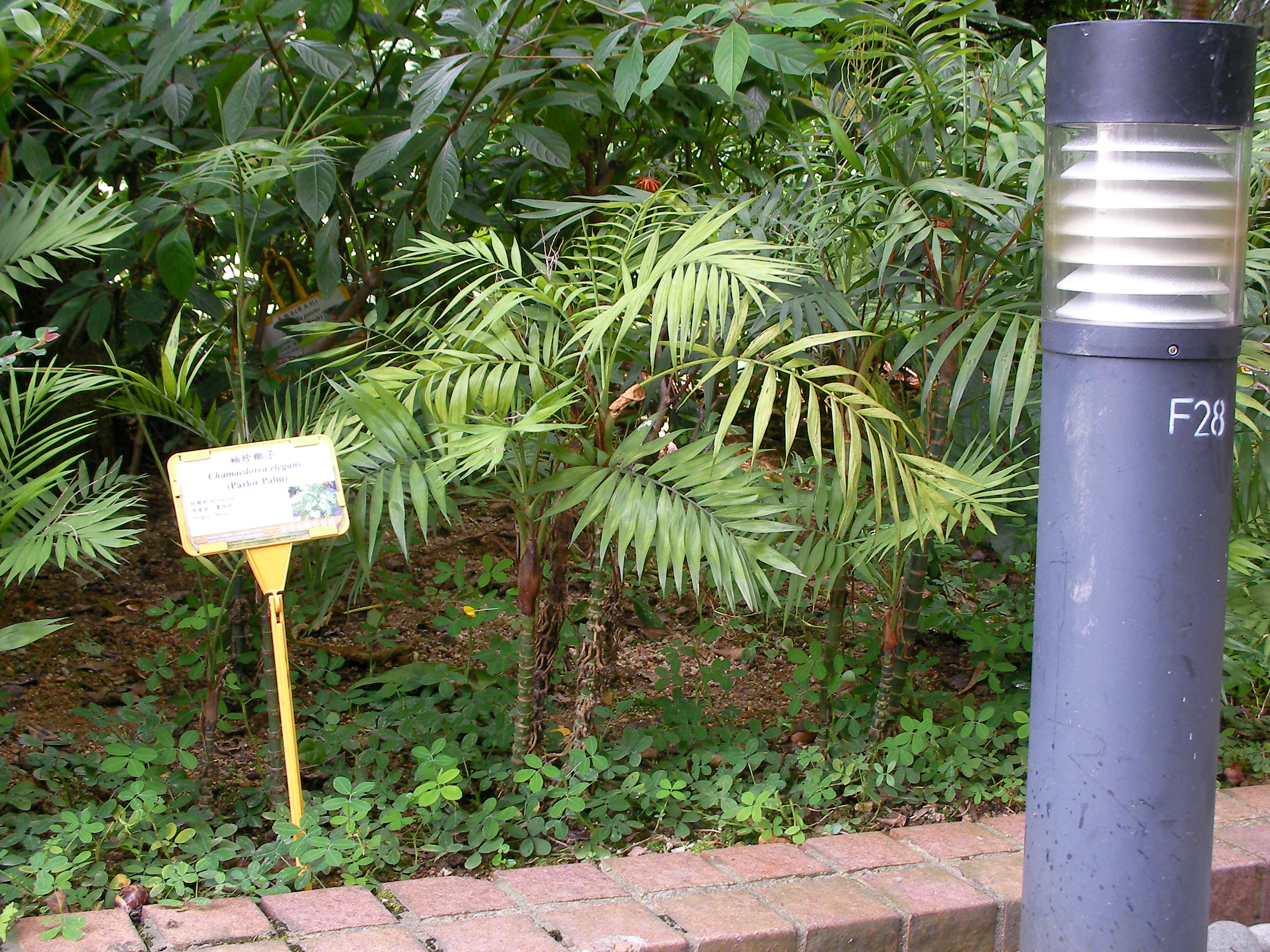
테이블야자.

테이블야자(Chamaedorea elegans, 영어: neanthe bella palm, parlour palm)는 남멕시코와 과테말라의 우림에 자생하는 조그마한 종려과에 속하는 종이다. 셰이트로 경작되는 잎을 지닌 여러 종들 가운데 하나이다.
미국 동남부, 열대 지역의 아열대 기후의 정원에 쓰이며 가는 줄기와 더불어 2~3미터까지 자란다.
분재 화초로서 온대 지역에서 경작되기도 하며 이 경우 2미터까지 매우 느린 성장 속도로 자라며 낮은 수준의 습도와 빛을 견뎌내긴 하지만 중간에서 높은 정도의 습도와 밝은 직광이 선호된다.
이 식물은 영국왕립 원예협회의 어워드 오브 가든 메리트(Award of Garden Merit, AGM)를 받았다.
다목적으로 쓰이면서도 관리에 크게 신경쓰지 않아도 되는 식물이며 큰 도움 없이 실내와 실외 조건에서 성장할 수 있다.